# 現況
| ウィキペディアには「現況」という見出しの百科事典記事はありません（タイトルに「現況」を含むページの一覧/「現況」で始まるページの一覧）。 代わりにウィクショナリーのページ「現況」が役に立つかもしれません。 |